# أرزو غيبولاييفا
أرزو غيبولاييفا (بالأذربيجانية: Алзу Гейбуллайева) والمعروفة أيضًا باسم أرزو غيبولا (بالأذربيجانية: Арзу Гейбулла)، كاتبة عمود ومدونة وصحفية أذربيجانية تعمل في العديد من الصحف ووسائل الإعلام الإخبارية بما في ذلك الجزيرة، فورين بوليسي، جلوبال فويسز، أغوس. عملت أيضًا مع العديد من المنظمات غير الربحية ومراكز الفكر بما في ذلك المعهد الديمقراطي الوطني ومبادرة الاستقرار الأوروبي. تم اختيار اسماها ضمن قائمة بي بي سي لأفضل النساء في عام 2014. وهي داعية إلى حل سلمي بين الأرمن والأذربيجانيين بشأن نزاع ناغورنو كاراباخ. بالرغم من ذلك تلقت تهديدات مختلفة مصدرها بشكل أساسي أذربيجان بسبب عملها مع صحيفة الأسبوعية الأرمينية"أغوس"، وأدانت منظمات حقوق الإنسان المختلفة هذه التهديدات دولياً، أصبحت باحثة مشاركة في معهد أبحاث السياسة الخارجية، وهو مركز أبحاث أمريكي مقره في فيلادلفيا، بنسلفانيا.